# Reprezentacja Bułgarii na Mistrzostwach Świata w Wioślarstwie 2009
Reprezentacja Bułgarii na Mistrzostwach Świata w Wioślarstwie 2009 liczyła 4 sportowców. Najlepszym wynikiem było 3. miejsce w dwójce podwójnej kobiet.

## Medale

### Złote medale
Brak

### Srebrne medale
Brak

### Brązowe medale
dwójka podwójna (W2x): Rumjana Nejkowa, Miglena Markowa

## Wyniki

### Konkurencje mężczyzn
- dwójka podwójna wagi lekkiej (LM2x): Złatko Karaiwanow, Wasil Witanow – 14. miejsce

### Konkurencje kobiet
- dwójka podwójna (W2x): Rumjana Nejkowa, Miglena Markowa – 3. miejsce